# Strychnos duckei
Strychnos duckei är en tvåhjärtbladig växtart som beskrevs av Krukoff och Monachino. Strychnos duckei ingår i släktet Strychnos och familjen Loganiaceae. Inga underarter finns listade i Catalogue of Life.